# A hobbit: Smaug pusztasága
A hobbit: Smaug pusztasága (angolul: The Hobbit: The Desolation of Smaug) 2013-ban bemutatott amerikai–új-zélandi fantasy-kalandfilm, amely J. R. R. Tolkien A hobbit című regényéből készített háromrészes filmadaptáció második része. Rendezője Peter Jackson, a producerek Carolynne Cunningham, Zane Weiner és Fran Walsh, a forgatókönyvírók Peter Jackson mellett a film rendezői székéről korábban lemondott Guillermo del Toro, valamint Philippa Boyens és Fran Walsh. A főszereplők Ian McKellen (Gandalf), Martin Freeman (Zsákos Bilbó), Richard Armitage (Tölgypajzsos Thorin), Ken Stott (Balin) és Manu Bennett (Azog).

## Cselekménye
|  | Alább a cselekmény részletei következnek! |

Tölgypajzsos Thorin és társai az előző epizód végén épphogy csak megmenekültek Azog, az orkvezér és bandája támadásától. Céljuk, a Magányos Hegy felé továbbhaladva Gandalf eljuttatja őket Beorn, az alakváltó házába, aki először egy vérszomjas medve képében mutatkozik. Eközben Azog Dol Guldurba érkezik, ahol a Sötét Mágus megparancsolja, hogy indítsa hadait háborúba. Emiatt fiát, Bolgot bízza meg azzal, hogy a törpök nyomába eredjen. Őket Beorn elvezette a Bakacsinerdő határáig, amelyen keresztül kell vágniuk céljuk elérése érdekében, Gandalf az egyik kövön olyan rúnát talál, melyet a mordori Fekete Beszéd nyelvén írtak. Ekkor magára hagyja a társaságot, de a lelkükre köti, hogy az erdő veszélyes, és soha ne térjenek le az útról – majd elmegy megkeresni a Gyűrűlidércek sírját. A törpök az erdőben csakhamar eltévednek, és óriáspókok fogságába esnek. Bilbó menti ki őket újonnan szerzett gyűrűje segítségével, mely láthatatlanná teszi – és amikor egy pillanatra elveszti, azt is felfedezi, hogy gonosz befolyással bír rá, mikor visszaszerzi.
A pókok másik részével két erdőtünde, Legolas és Tauriel végeznek, akik fogságba ejtik a csapatot, és az erdő királyához, Legolas apjához, Thranduilhoz viszik őket. Thranduilt rendkívül nyugtalanítja az úticéljuk, Thorin viszont a szemére veti a királynak, amiért cserbenhagyta őket Ereborból való kiűzetésükkor. Válaszul a tündék mindannyiukat tömlöcbe vetik. Bilbó megszökteti őket, üres boroshordókba rejtve őket és a folyón leúsztatva.
A tündék üldözőbe veszik őket, de hamarosan Bolg és az orkok is megérkeznek, Kílit pedig megsebzi egy morgul-nyíl. Miközben a társaság megszökik, Thranduil megkettőzi királysága védelmét, mikor megtudja az egyik elfogott orktól, hogy a gonosz visszatért. Megtiltja, hogy bárki is elhagyja az országot, de Tauriel megszökik, Legolas pedig vele tart. Eközben Gandalf és Radagast felfedezik, hogy a Gyűrűlidércek sírja üres.
Bilbó és a törpök a folyó végénél elérnek egy hatalmas tóhoz, ahol Bard, a révész pénzért becsempészi őket a városba, Esgarothba. Bard nem más, mint Suhatag utolsó uralkodójának leszármazottja, egy olyan ember, akinek a birtokában van egy nyílvessző, mellyel Smaug legyőzhető. Thorin a Város Urához fordul segítségért, és felajánl a kincsből egy részt, ha segítenek nekik. A sebei miatt Kíli nem mehet tovább, és vele marad Bofur, Fíli, és Óin is – a többiek viszont elindulnak a hegy felé. Eközben Radagast elviszi a híreket Galadrielnek, miközben Gandalf Dol Guldurba utazik. Ott Azog és orkjai ütnek rajta, majd maga a Sötét Mágus ejti őt fogságba – aki megmutatkozik, és kiderül, hogy ő Sauron.
A törpök felérnek a Magányos Hegyre, és a titkos hátsó bejáratot szerencsésen (bár kissé nehezen) kinyitva beküldik Bilbót, hogy szerezze meg nekik az Arkenkövet, a Hegymély Királyának legértékesebb kincsét. Thorin ennek a birtokában egyesíteni tudná a törpöket, hiszen elfogadnák őt mindannyian vezetőjükként. Bilbó odalent megtalálja a tengernyi arany közt a követ, de felébreszti Smaugot is. Miközben a láthatatlan Bilbót keresi, felfedi, hogy tud Sauron visszatéréséről. Közben Tóvárosban Bard komolyan aggódni kezd Smaug miatt, ezért megpróbálja a nyílvesszőjét feljuttatni a várost védő nyílvetőbe, de elfogják. Előtte még a fiára bízza a nyílvesszőt. Bolg és az orkok is a városba érkeznek és összetűznek a törpökkel, de visszavonulót fújnak, amikor megérkezik Tauriel és Legolas. Tauriel meggyógyítja Kíli sebét, a fiatal törp pedig beleszeret a tündelány szépségébe. Miközben Legolas Bolg nyomába ered, a fogságba esett Gandalf tehetetlenül nézi, ahogy Azog és seregei elindulnak észak felé.
Eközben a Magányos Hegyen Bilbó és a törpök veszélyes tervet eszelnek ki, hogy megszabaduljanak Smaugtól és egyben kijussanak Ereborból. Smaug tüzét felhasználva begyújtják a régi kohókat, hogy megolvasszanak egy aranyszobrot. A megolvadt arannyal leterítik a sárkányt, csakhogy az kiszabadul alóla, és dühödten repül el, hogy elpusztítsa Tóvárost.
|  | Itt a vége a cselekmény részletezésének! |

## Szereplők
- Martin Freeman, mint Zsákos Bilbó (Görög László)
- Ian McKellen, mint Gandalf (Bács Ferenc)
- Benedict Cumberbatch, mint Smaug hangja (Haás Vander Péter)
- Richard Armitage, mint Tölgypajzsos Thorin (Széles Tamás)
- Evangeline Lilly, mint Tauriel (Németh Borbála)
- Orlando Bloom, mint Legolas (Rékasi Károly)
- Cate Blanchett, mint Galadriel (Kovács Nóra)
- John Callen, mint Óin (Forgács Gábor)
- Peter Hambleton, mint Glóin (Kőszegi Ákos)
- Mark Hadlow, mint Dori (Kassai Károly)
- Adam Brown, mint Ori (Takátsy Péter)
- William Kircher, mint Bifur (Papucsek Vilmos)
- Luke Evans, mint Bard az íjász (Szabó Máté)
- Lee Pace, mint Thranduil király (Hujber Ferenc)
- Ryan Gage, mint Alfrid (Kaszás Gergő)
- Jed Brophy, mint Nori (Benkő Péter)
- Ken Stott, mint Balin (Botár Endre)
- Stephen Hunter, mint Bombur (Barabás Kiss Zoltán)
- Dean O'Gorman, mint Fili (Seder Gábor)
- Graham McTavish, mint Dwalin (Epres Attila)
- Mikael Persbrandt, mint Beorn (Schneider Zoltán)
- James Nesbitt, mint Bofur (Zámbori Soma)
- Aidan Turner, mint Kili (Szatory Dávid)
- Sylvester McCoy, mint Radagast (Harsányi Gábor)
- Craig Hall, mint Galion (Dányi Krisztián)
- Nick Blake, mint Percy (Csuha Lajos)
- John Bell, mint Bain (Timon Barnabás)
- Peggy Nesbitt, mint Sigrid (Tamási Nikolett)
- Mary Nesbitt, mint Tilda (Hermann Lilla)
- Sarah Peirse, mint Hilda Blanca (Hirling Judit)
- Stephen Fry, mint Tóváros ura (Sörös Sándor)

## Díjak és jelölések
| Díj       | Kategória                   | Eredmény |
| --------- | --------------------------- | -------- |
| BAFTA-díj | legjobb vizuális effektusok | Jelölve  |
| BAFTA-díj | legjobb smink és maszk      | Jelölve  |
| Oscar-díj | legjobb vizuális effektusok | Jelölve  |
| Oscar-díj | legjobb hangvágás           | Jelölve  |
| Oscar-díj | legjobb hangkeverés         | Jelölve  |

## Bővített változat
A film később megjelent bővített változatában kb. 25 percnyi új anyag látható, emellett kihagytak egy jelenetet. A változtatások a következőek:
- Az azanulbizari ütközet jeleneteit kibővítették, láthatjuk, ahogy Thráin visszafogja fiát, Thorint, hogy meggátolja abban, hogy Azog után eredjen.
- Miután Beorn visszaváltozott medvéből emberré, Gandalf, hogy nehogy felbosszantsa őt (mivel ki nem állhatja a törpöket és a vendégeket), egyesével, csellel mutatja be a társaság tagjait.
- Galadriel hangalámondása került bele abba a jelenetbe, ahol az angmari boszorkányúr sírjának története látható.
- A Bakacsinerdőben a társaság keresztez egy folyót, amelybe Bombur belezuhan.
- A folyón átjutva Thorin és Bilbó észrevesznek egy fehér szarvast. Thorin megpróbálja lenyilazni, de nem jár sikerrel.
- Egy újabb jelenetben a Város Ura és Alfrid beszélgetnek.
- Tóváros őrei kiszúrják a törpöket, akiknek menekülniük kell. A városi őrség parancsnoka, Braga gyanakodni kezd, de Bard leszereli a gyanakvását egy szép ruhával, amit a feleségének ajánl.
- Miközben a törpök fegyvereket és páncélokat vesznek magukhoz, a Város Ura és Alfrid a jóslatról beszélgetnek.
- Amikor a beteg Kíli számára próbálnak meg gyógyszert szerezni, a Város Ura durván elzavarja őket.
- Dol Guldurban Gandalf találkozik Thráinnal, akit megkínoztak, és Azog elvette tőle a Hatalom Gyűrűjét. Thráint Sauron szelleme öli meg.
- Kivágták azt a jelenetet, amikor Thranduil személyesen hallgatja ki a törpöket, akik állításuk szerint csak élelmet és menedéket kerestek.

## Eltérések a könyvtől
A film a regény 7-12. fejezetének történéseit dolgozza fel, emellett épít más Tolkien-művekben leírt tényekre is; de rengeteg olyan apró eltérés van, melyet kizárólag a film kedvéért találtak ki.
- A regényben szerepel egy folyó a Bakacsinerdőben, amely álmosságot okoz annál, aki beleesik a vizébe. A filmben ehhez hasonlót csak a bővített változatban láthatunk.
- A regényben Thorint külön tartják fogva a többiektől, amit a többieknek nem mondanak el, és udvariasan bánnak vele.
- A könyvben Thranduil nem tudja, mi Thorin eredeti terve, és épp ezért nem is akar vele alkut kötni.
- A törpöket azért vetik fogságba a könyvben, mert visszaélnek a tündekirály vendégszeretetével a palotájában; a filmben már foglyokként érkeznek.
- Bilbó a könyvben zárt hordókba bújtatja a törpöket, ő maga láthatatlanul kapaszkodik a hordókba, és a tündék lesznek azok, akik figyelmetlenségből leúsztatják őket a folyón. Ezzel szemben a filmben nyitott hordókban utaznak, Bilbó segítségével jutnak ki egy csapóajtón, és egy hosszas üldözési jelenet végén menekülnek csak meg igazán, ami közben ráadásul orkok ütnek rajtuk.
- Bard a könyvben nem találkozik a törpökkel, így nem is ő viszi be őket a városba, hanem tündék és emberek segítségével jutnak be. Bilbó, a gyűrűjét használva, láthatatlanul lovagolja meg a hordókat.
- Legolas egyáltalán nem szerepel a Hobbitban, Tauriel pedig egy kitalált, csak a filmekben létező karakter.
- Azog a könyvben már az azanulbizari ütközetben meghal, amikor Dáin megöli őt. Ezzel szemben a filmben túlél, csak az egyik karját veszíti el, és Dáin helyett Thorin csapja azt le.
- Azog a könyvben nem járt Dol Guldurban, és ott nem csapott össze Sauron sem Gandalffal, fogságba ejtésről pedig szó sem volt. Ehelyett Gandalf, miután felfedezte Sauron jelenlétét, értesítette a Fehér Tanácsot, akik a kiűzéséről határoztak. Sauron ekkor még túl gyenge volt, ezért önként vonult vissza Mordorba, nyíltan felfedve szándékait. Ezek az események A Gyűrűk ura függeléke alapján időben is máskor történtek, nem pontosan a filmmel egyidejűleg.
- Bardnak a Tolkien-művekben mindössze egy fia van, Bain, akiről a Hobbitban nincs ugyan szó, de A Gyűrűk Urában megemlítik, hogy idővel ő lesz Suhatag királya. A filmben Sigrid és Tilda mint Bard lányai jelennek meg.
- A könyvben Erebor titkos bejáratát Durin napjának utolsó sugara pontosan úgy jeleníti meg, hogy a lenyugvó nap utolsó sugara vetül a kulcslyukra. Ezzel szemben a filmben a napnyugta után, amikor felkel a hold, annak a fénye mutatja azt meg.
- A könyvben a törpök nem találkoznak Smauggal, mert az addigra, mire ők bejutnak Ereborba, már rég elrepült; míg a filmben együttes erővel szállnak vele szembe.